# Kandelaber-Linde von Dorla

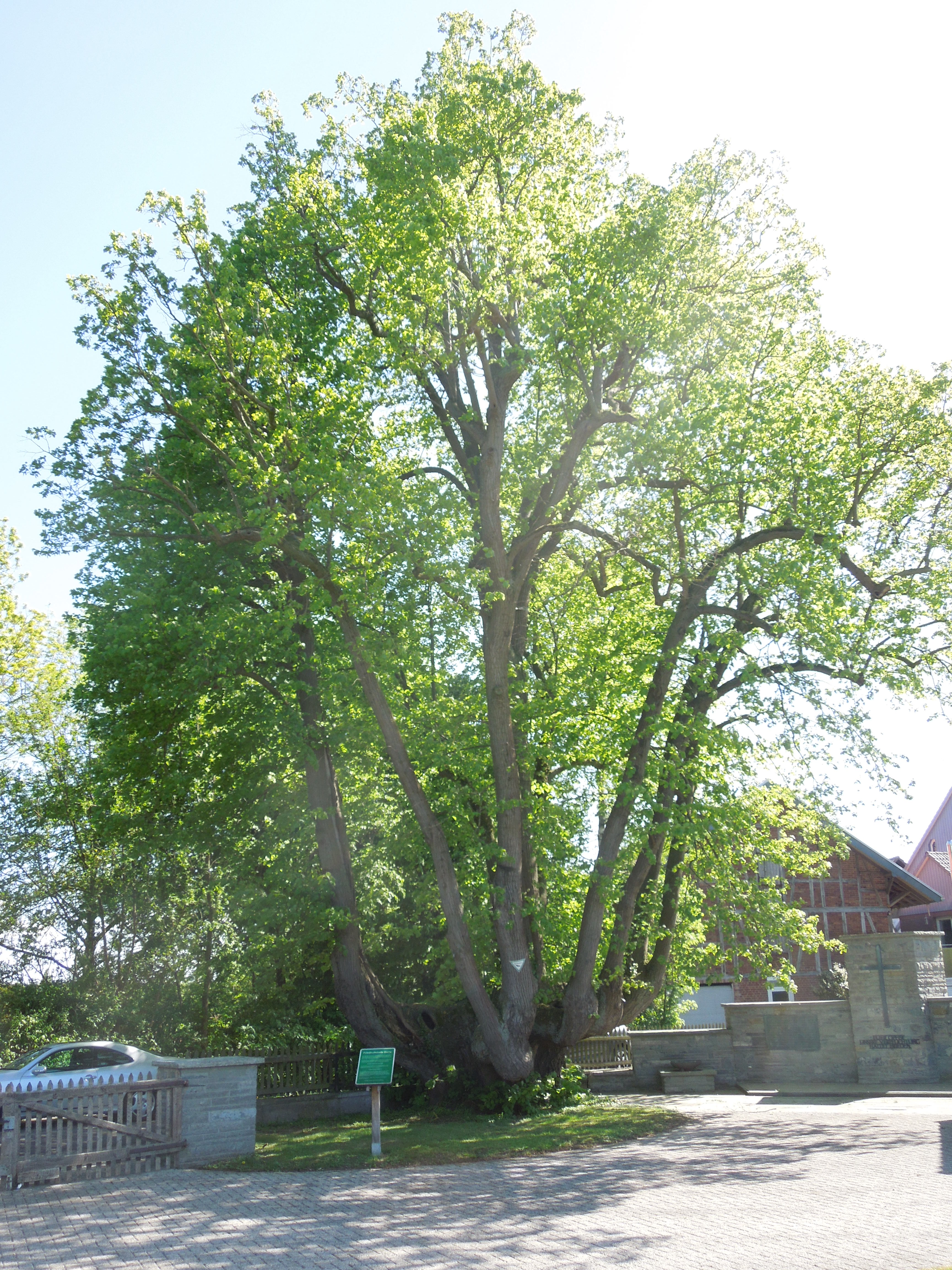
Die Kandelaberlinde auf dem Friedhof in Dorla (Mai 2015)

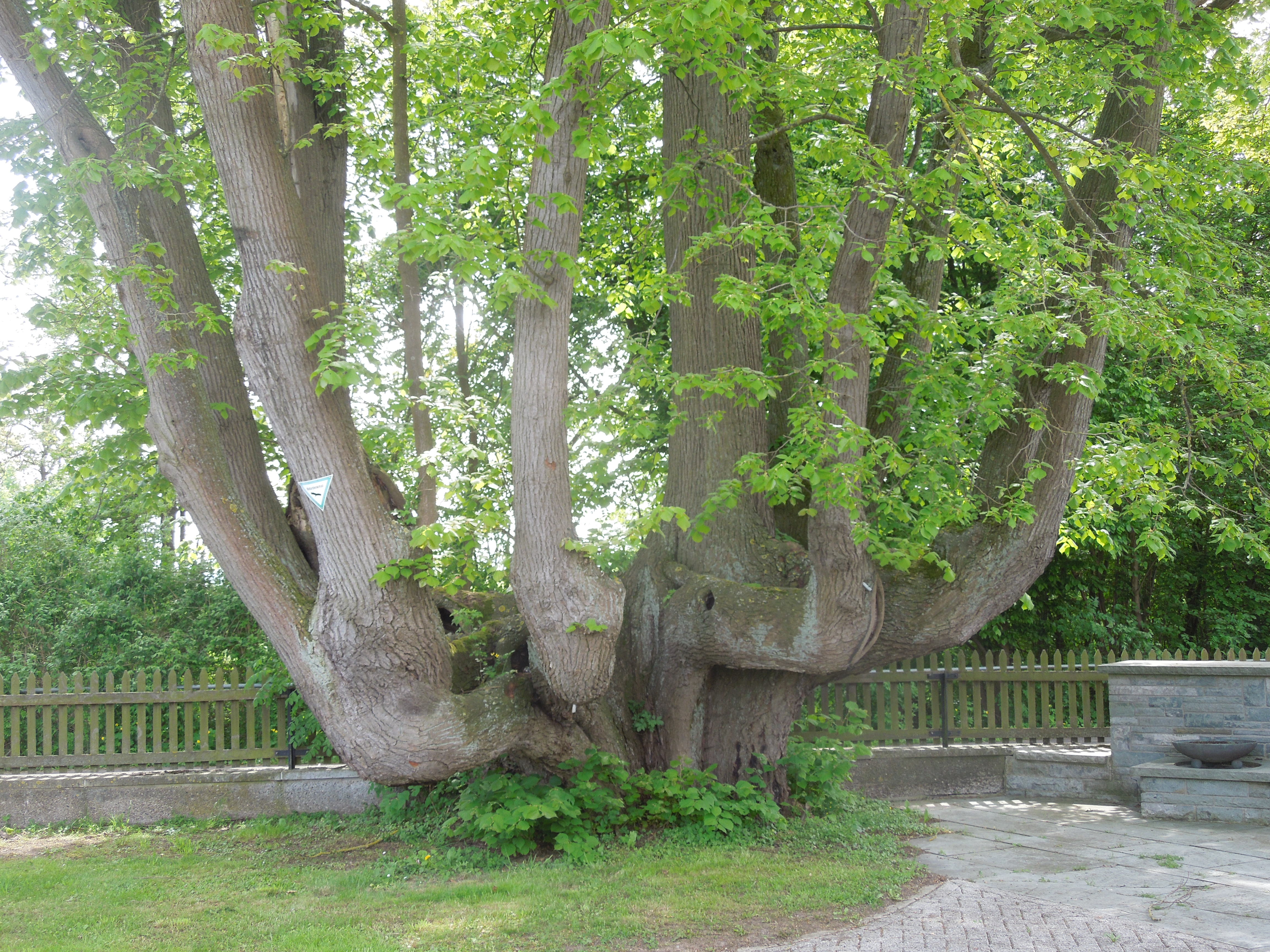
Der Fuß der Linde (Mai 2015)

Die Kandelaber-Linde von Dorla, einem Stadtteil von Gudensberg im nordhessischen Schwalm-Eder-Kreis, war ein Naturdenkmal. Sie stand am Rand des Friedhofs an der Alten Frankfurter Straße. Sie war, vor ihrer massiven Stutzung im Juli 2015, wegen ihrer insgesamt elf sogenannten „Kerzen“ einmalig in Hessen. Im Mai 2023 musste sie wegen Pilzbefall gefällt werden.

## Der Baum
Der Mittelstamm des Baums hatte auf 0,5 m Höhe einen Umfang von 6,78 m und einen Durchmesser von 2,15 m. Der Baum war 22 m hoch und der Kronendurchmesser betrug 15 m (Daten von 2006). Um den kräftigen Mittelstamm befanden sich bis 2023 sechs (früher wahrscheinlich sieben) Abzweige, aus denen insgesamt zehn sogenannte „Kerzen“ empor wuchsen. Bis 1965 wurden die Abzweige durch Holzklötze und -gerüste gestützt; danach wurden sie vom Mittelstamm aus durch Spannseile gesichert.

## Geschichte
Das Alter dieser „Geleiteten Linde“ wurde auf mehr als 500 Jahre geschätzt. Der Baum war einst Tanz- und Gerichtslinde und war bereits vor dem Anlegen des heutigen Friedhofs im Jahre 1629 ein Dorfmittelpunkt. Der Vogt des Landeshospitals Merxhausen, dem das Dorf seit 1535 gehörte, hielt dort noch bis 1802 mindestens zweimal jährlich seine Gerichtstage.
Die sogenannten „geleiteten Linden“ wurden in Spalieren und Stützgestellen gezogen und erhielten durch häufigen Schnitt ihre charakteristische Form. Die armleuchterförmige Mehrwipfeligkeit eines Baumes wird „Kandelaberstamm“ genannt (siehe Kandelaberlinde).

## Stutzung 2015 und Ende 2023
Am 9. Juli 2015 wurde der Baum, wegen sehr starken Pilzbefalls und gefährlicher Standunsicherheit, auf eine Höhe von nur noch etwa 5 m gestutzt. Man hoffte, die verbliebenen Stümpfe noch lange erhalten zu können. Im Mai 2023 musste die Linde jedoch wegen Pilzbefall endgültig gefällt werden.